# Pegomya neomexicana
Pegomya neomexicana är en tvåvingeart som beskrevs av Griffiths 1983. Pegomya neomexicana ingår i släktet Pegomya och familjen blomsterflugor. Inga underarter finns listade i Catalogue of Life.